# America (Dan Deacon)
America è il terzo album in studio del musicista statunitense Dan Deacon, pubblicato nel 2012.

## Tracce
1. Guilford Avenue Bridge – 3:50
2. True Thrush – 4:44
3. Lots – 2:50
4. Prettyboy – 5:22
5. Crash Jam – 4:31
6. USA I: Is a Monster – 4:43
7. USA II: The Great American Desert – 7:10
8. USA III: Rail – 6:30
9. USA IV: Manifest – 3:24